# Sistema Integrat d'Informació Taxonòmica

Logotip de l'ITIS

El Sistema Integrat d'Informació Taxonòmica (Integrated Taxonomic Information System) també conegut per les seves inicials en anglès, ITIS, és una societat creada amb l'objectiu de subministrar informació consistent i fiable sobre la taxonomia de les espècies biològiques.

## Història
Va ser fundada l'any 1996 com un grup depenent d'agències del Departament de Comerç i de la Smithsonian Institution, ambdues pertanyents al Govern Federal dels Estats Units. Actualment és un organisme internacional en el que participen els governs del Canadà i Mèxic, a més de col·laborar amb altres organismes internacionals.

## Objectius
L'ITIS ajuda a elaborar una base de dades completa i accessible d'informació taxonòmica per a cada una de les espècies i dels tàxons reconeguts, que inclou tant el lloc dins el sistema jeràrquic de la classificació científica, com les referències a les autoritats en la matèria que l'han situat en la seva posició taxonòmica. Les seves prioritats inicials són les espècies d'Amèrica del Nord, però els resultats incorporen les investigacions internacionals. Es pot accedir a la seva base de dades des de la seva pàgina oficial.
La taxonomia biològica no és inamovible, i les opinions sobre el correcte estatus de cada tàxon en cada un dels nivells i la seva adequada situació dins la jerarquia taxonòmica, són constantment revisades, incorporant els resultats de les noves investigacions que van apareixent; per això, molts aspectes de la classificació romanen sempre en tela de judici.
La base de dades de l'ITIS s'actualitza tant com és possible d'acord amb l'aparició de noves dades, i la informació que utilitza és la que s'apropa més al consens existent entre els especialistes. Malauradament, aquesta informació no és definitiva, i és més fiable en alguns grups que en altres. Ha de ser, de tota manera, contrastada amb altres fonts disponibles, i especialment amb la literatura científica primària.

## Servei públic
El servei que ofereix la pàgina oficial de l'ITIS és una classificació taxonòmica de les espècies existents actualment, amb els corresponents tàxons i altres tipus d'informacions, com són: 
- La CITES (Convenció sobre el comerç internacional d'espècies de fauna i de flora salvatges amenaçades d'extinció)
- Els tàxons de rang inferior i superior,
- La validesa de la situació taxonòmica.

La cerca es pot fer pel nom vernacular, pel nom científic o pel TSN. El TSN és el Número de sèrie taxonòmic (Taxonomic Serial Number) i és un nombre de cinc o sis xifres que identifica de manera única cada espècie i cada tàxon, fins i tot per a aquells que tenen una situació taxonòmica invàlida. Un exemple:
- La pàgina de referència de l'ITIS per al gat saltvatge, Felis silverstris Schreber, 1775.

## Obres de referència
Algunes de les obres especialitzades que serveixen com a referència principal per a la seva proposta, són:
- Peixos. L'ITIS reprèn el catàleg de peixos de William Eschmeyer.
- Ocells. Té com a única referència el catàleg d'Alan P. Peterson[2] tot i que, generalment, amb un cert retard en la posada al dia.
- Plantes. Segueix la classificació d'Arthur Cronquist, un reconegut especialista en angiospermes.[3][4]
- Crustacis. Segueix la classificació actualitzada dels crustacis Arxivat 2006-05-25 at Bibliotheca Alexandrina elaborada l'any 2001 per Martin i Davis[5]

## Llicència d'ús
L'ITIS és un organisme internacional i totes les informacions i dades que produeix són automàticament posades al servei de la comunitat internacional i són de domini públic. Per tant, poden ser un bon suport per a completar obres com la viquipèdia. Tot i així, cal revisar la informació perquè la pàgina oficial de l'ITIS pot contenir informacions que estiguin sota algun tipus de copyright que pertanyi a altres societats.